# Dipoena meckeli
Dipoena meckeli är en spindelart som beskrevs av Simon 1897. Dipoena meckeli ingår i släktet Dipoena och familjen klotspindlar. Inga underarter finns listade i Catalogue of Life.